# Star Trek: Voyager
Star Trek: Voyager és una sèrie estatunidenca de ciència-ficció creada per Rick Berman, Michael Piller i Jeri Taylor. Es va emetre del 16 de gener de 1995 al 23 de maig de 2001 a UPN, amb 172 episodis en set temporades, quatre de les quals han estat doblades al català i emesos per Televisió de Catalunya. Cinquena sèrie de la franquícia Star Trek de Gene Roddenberry, va servir com a quarta després de Star Trek (sèrie original). Ambientada al segle XXIV, quan la Terra forma part d'una Federació Unida de Planetes, segueix les aventures de la nau de la Flota Estel·lar USS Voyager mentre intenta tornar a casa al Quadrant Alfa després d'haver-se encallat al Quadrant Delta a l'extrem de les regions de la galàxia.
Paramount Pictures va encarregar la sèrie després de la cancel·lació de Star Trek: La nova generació per acompanyar Star Trek: Deep Space Nine en curs. Volien que ajudés a llançar UPN, la seva nova xarxa. Berman, Piller i Taylor van idear la sèrie per solapar-se cronològicament amb Deep Space Nine i per mantenir la continuïtat temàtica amb els elements que s'havien introduït a La nova generació i Deep Space Nine. La complexa relació entre la Flota Estel·lar i els antics colons de la Federació coneguda com el Maquis va ser un d'aquests elements persistents i persistents. Voyager va ser la primera sèrie de Star Trek que comptava amb una comandant femenina, la capitana Kathryn Janeway (Kate Mulgrew), com a personatge principal. Berman va ser el principal productor executiu a càrrec de la producció general, assistit per una sèrie de productors executius: Piller, Taylor, Brannon Braga i Kenneth Biller.
Ambientada en una part diferent de la galàxia dels espectacles anteriors de Star Trek entre les dates estel·lars 48315.6 i 54973.4, Voyager va donar espai als guionistes de la sèrie per introduir noves espècies alienígenes com a personatges recurrents, és a dir, els kazons, Vidiians, Hirogens i Espècie 8472. Durant les temporades posteriors, els Borg —una espècie creada per a La nova generació— es van introduir com els principals antagonistes. Durant l'emissió de Voyager, es van produir diverses novel·les d'episodis i videojocs vinculats; després d'acabar, diverses novel·les van continuar la narrativa de la sèrie.

## Producció

### Desenvolupament
Quan va acabar Star Trek: La nova generació, Paramount Pictures volia continuar tenint una segona sèrie de televisió Star Trek per acompanyar Star Trek: Deep Space Nine. L'estudi també planejava iniciar una nova cadena de televisió, i volia que la nova sèrie l'ajudés a tenir èxit.
El treball inicial a Star Trek: Voyager va començar l'any 1993, quan estaven en producció la setena i última temporada de Star Trek: La nova generació i la segona temporada de Star Trek: Deep Space Nine. Les llavors de la història de fons de Voyager, inclòs el desenvolupament del maquis, es van col·locar en diversos episodis de La nova generació i Deep Space Nine. Voyager es va rodar als escenaris que havia utilitzat La nova generació, i on es va rodar el pilot de Voyager "El Guardià" el setembre de 1994. El dissenyador de vestuari Robert Blackman va decidir que els uniformes de Voyager serien els mateixos que els de Deep Space Nine.
Star Trek: Voyager va ser la primera sèrie Star Trek que va utilitzar imatges generades per ordinador (CGI), en lloc de models, per a les preses de l'espai exterior. Anteriorment Babylon 5 i seaQuest DSV havien utilitzat CGI per evitar la despesa dels models, però el departament de televisió Star Trek va continuar utilitzant models perquè consideraven que eren més realistes. Amblin Imaging va guanyar un Emmy per les imatges visuals del títol CGI d'obertura de Voyager, però els exteriors de l'episodi setmanal es van capturar amb miniatures fetes a mà de Voyager, la seva llançadora i altres naus. Això va canviar quan Voyager es va convertir completament en CGI per a certs tipus de plans a mitjan temporada 3 (finals de 1996). Foundation Imaging va ser l'estudi responsable dels efectes especials durant les tres primeres temporades de Babylon 5. "L'eixam" de la tercera temporada va ser el primer episodi que va utilitzar exclusivament els efectes de Foundation Imaging. Star Trek: Deep Space Nine va començar a utilitzar Foundation Imaging juntament amb Digital Muse a la sisena temporada. En les seves darreres temporades, Voyager va incloure efectes visuals de Foundation Imaging i Digital Muse. Els efectes digitals es van produir amb una resolució estàndard de televisió i alguns han especulat que no es pot tornar a llançar en format HD sense tornar a crear els efectes especials. Tanmateix, Enterprise s'ha llançat en HD, però els efectes especials es van representar en 480p i es van ampliar.

### Càsting

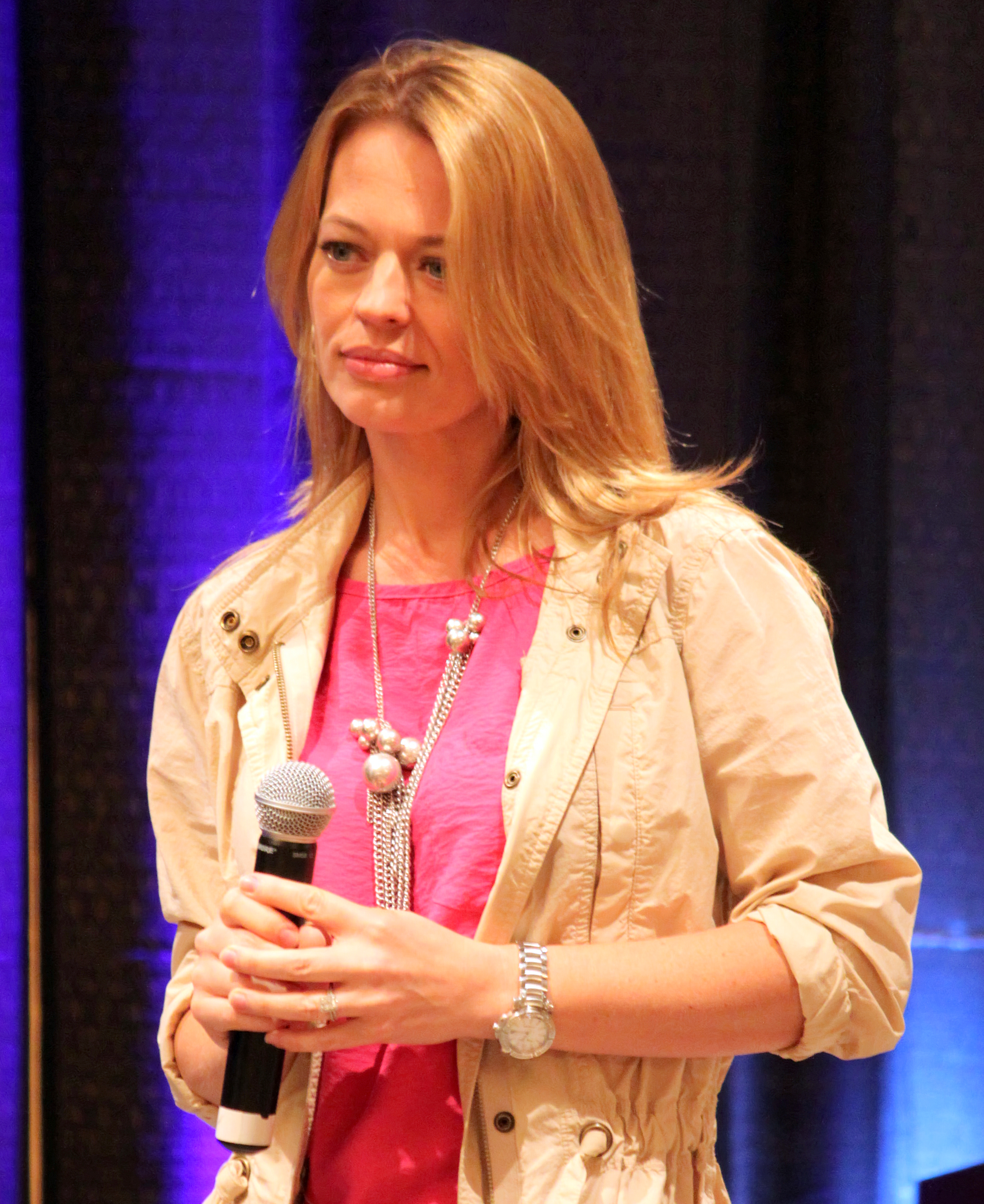
Jeri Ryan, va aparèixer a la convenció Creation Star Trek el 2010; es va unir al repartiment a la temporada 4 del programa, com l'ex-personatge de Borg Set de Nou.

En els esborranys inicials, el capità Janeway havia de tenir el nom d'Elizabeth Janeway, i l'actriu Geneviève Bujold va ser seleccionada per al paper. Bujold tenia experiència prèvia en pel·lícules, però no en sèries de televisió llargues. Sentint-se incòmoda amb la producció exigent, va marxar després de només dos dies de filmar el pilot. Per continuar treballant la producció i complir amb els terminis es va donar el paper a Kate Mulgrew, que ja havia estat considerada una opció durant el càsting. Mulgrew també va proposar canviar el nom del personatge com a Kathryn Janeway. Mulgrew, amb més experiència en sèries de televisió episòdiques, aviat es va convertir en un dels favorits dels fans. Robert Beltran no sabia res de la franquícia Star Trek ni de la importància que hi havia del paper per al qual estava audicionant. Acabava d'aconseguir el guió d' "El Guardià" del seu agent, li va agradar la història i el personatge, i va fer una audició amb èxit. Sabia, per estar familiaritzat amb la indústria, que un episodi pilot podria portar a l'èxit a una sèrie en curs. Robert Duncan McNeill havia interpretat el personatge de Nicholas Locarno a El primer deure de La nova generació. Inicialment, Locarno hauria retornat a la sèrie Voyager, però més tard es va canviar per un nou personatge, Tom Paris. Les notes del càsting esmentaven que els productors volien "un tipus de Robert Duncan McNeill", cosa que l'agent de McNeill va notar. Tenia ganes d'interpretar el nou personatge. Va explicar que "reb una trucada. El meu agent em diu: 'Ei, recordes aquell episodi de Star Trek que vas fer fa uns anys?' Va dir: "Estan fent un nou programa anomenat Voyager i, literalment, van publicar un avís de càsting que deia "un tipus de Robbie Duncan McNeill". Van posar el meu nom. Una mica com el personatge de TNG. Com el meu nom estava a [ell]. I vaig dir: 'Estic aquí mateix! Això sóc jo!' I així [el meu agent diu]: "Crec que hauríes de... que pots fer-ho".
Robert Picardo va fer una audició per al paper de Neelix, però el seu amic Ethan Phillips ho va aconseguir. Philips ja havia participat en diversos papers menors en produccions anteriors de Star Trek. Reflexionant sobre això, Picardo va dir: "I en aquell moment, em vaig estalviar 6.000 hores de la meva vida en una cadira de maquillatge." Tanmateix, després de fracassar en l'audició se li va suggerir que intentés el personatge del Doctor, que va aconseguir. Inicialment no estava segur de la seva manera de gestionar el personatge a causa de la seva limitada participació en el pilot, i temia que el comparessin desfavorablement amb Brent Spiner. Spiner va interpretar el favorit dels fans Data a La nova generació, un altre ésser no humà. "Temia que em comparessin amb ell interminablement i desfavorablement perquè era molt simpàtic i una mica infantil en el seu paper i jo era una mica, ja ho saps, malcarat i rondinaire, i... cabrejat. I no és un personatge molt afectuós". Va aconseguir la feina improvisant una línia al pilot. Quan es va quedar sol a la infermeria i es van dir totes les línies de guió, va afegir "Crec que algú no ha pogut finalitzar el meu programa". Va concloure dient "Sóc metge, no llum nocturna", imitant l'eslògan de Leonard McCoy (DeForest Kelley), el metge de la sèrie original Star Trek. La gent va riure i el van contractar unes hores més tard.
La sèrie va afegir un nou personatge principal durant la meitat de l'emissió, Set de Nou, interpretat per Jeri Ryan. Fins ara a la franquícia Star Trek, això només havia passat a Deep Space 9 amb Worf, que era un personatge preexistent i no nou. Rick Berman va explicar que "Crec que després dels nostres primers tres anys, la sensació era que volíem afegir una mica de dinamisme al programa. Tots vam estar d'acord que necessitàvem quelcom per aportar alguna cosa fresca a la quarta temporada". Berman estava interessat en el personatge de Data, una màquina que vol ser humana, però va invertir la fórmula amb un humà que es va convertir en màquina i s'enfronta a la humanitat com una cosa nova. Amb aquesta finalitat van utilitzar els Borg, vilans de La nova generació que van tenir una acollida positiva. A Ryan li va agradar tant la premissa del personatge com la visió optimista del futur de la franquícia Star Trek, que preferia a la sèrie més fosca per a la qual podia fer una audició en aquell moment, i va aconseguir la feina sense problemes.

### Música
A diferència de La nova generació, on es va reutilitzar el tema del compositor Jerry Goldsmith de Star Trek: La pel·lícula, Goldsmith va compondre i va dirigir un tema principal completament nou per a Voyager. Com s'ha fet amb La nova generació i Deep Space Nine, Crescendo Records va publicar un àlbum de la banda sonora de l'episodi pilot de la sèrie "El Guardià" i un senzill CD que conté tres variacions del tema principal del 1995 entre les temporades 1 i 2. El 1996, el tema també es va publicar com a llibre de cançons per a solo de piano.
El 2017, La-La Land Records va publicar Star Trek: Voyager Collection, Volum 1, un llançament d'edició limitada de quatre discos que conté el tema musical de Goldsmith i temes d' Ascens de Jay Chattaway, "Night", les dues parts d' "Equinox", "Pathfinder", "Spirit Folk", "The Haunting of Deck Twelve", "Shattered", "The Void", i les dues parts de "Scorpion"; "Els 37's" de Dennis McCarthy, les dues parts de "Basics", "The Q and the Gray", "Concerning Flight", "Tinker Tenor Doctor Spy", i les dues parts de "Workforce" i "Year of Hell"; "Dark Frontier" de David Bell; i "Lifesigns" de Paul Baillargeon.
El 2020 la revista Newsweek va dir que el tema Voyager de Goldsmith era el millor de tots els temes de la sèrie de televisió Star Trek. L'article explica: "...Voyager recupera part de l'eterilitat espacial de la melodia vocal original de Courage, alhora que afegeix una ressonància espacial profunda que evocava els exploradors perduts de la sèrie, lluny de casa entre estrelles inèdites."

### Reunions

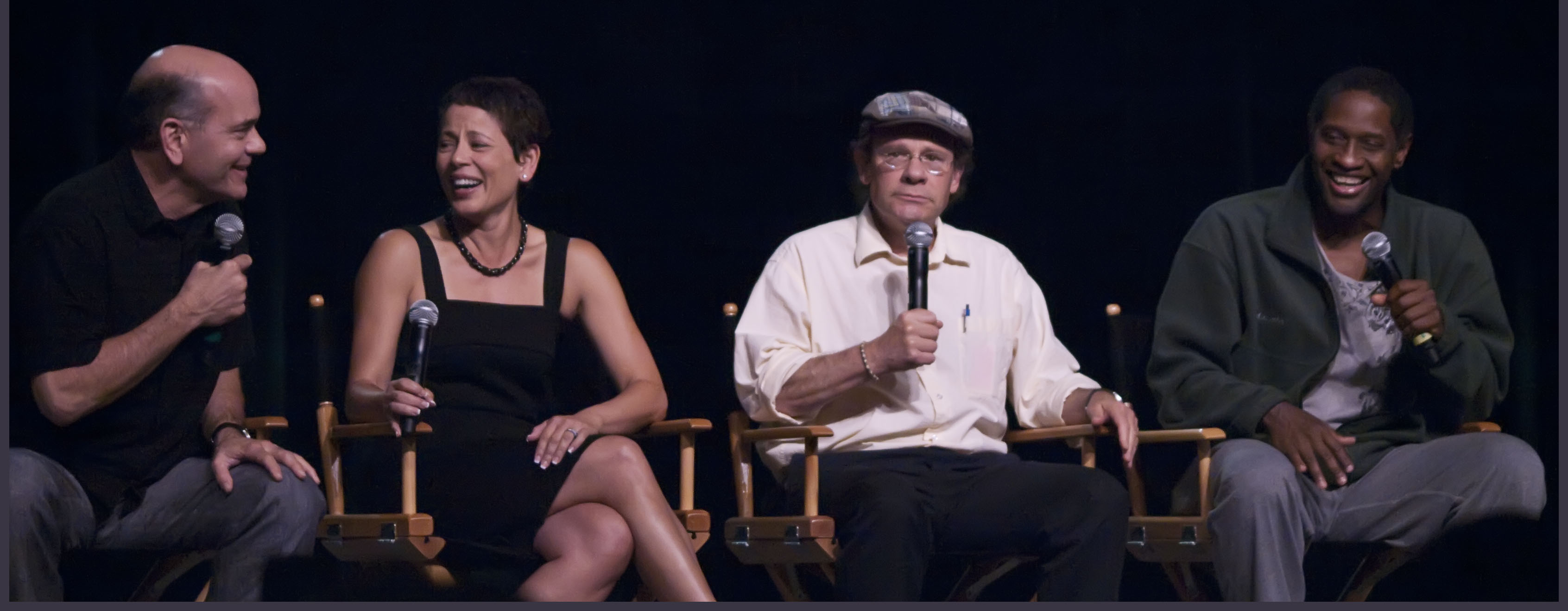
Robert Picardo, Roxann Dawson, Ethan Phillips, Tim Russ en un panell de Voyager el 2009; van interpretar els papers de Doctor, B'Elanna Torres, Neelix i Tuvok, respectivament

A l'agost de 2015, els principals membres del repartiment (excepte Jennifer Lien, que s'havia retirat de l'actuació el 2002) van aparèixer junts a l'escenari a Las Vegas per al 20è aniversari de Star Trek: Voyager a la convenció Star Trek de Las Vegas de 2015.
Seguint el camí marcat per Leonard Nimoy, el primer actor de Star Trek que també va dirigir a la franquícia, Robert Duncan McNeill (París) i Roxann Dawson (Torres) van dirigir capítols de Star Trek: Enterprise, mentre que Jonathan Frakes, LeVar Burton, i Andrew Robinson (Garak de Deep Space Nine) van dirigir episodis de Star Trek: Voyager.
Els sets usats per l'USS Voyager foren reutilitzats a l'episodi de Deep Space Nine "Inter Arma Enim Silent Leges" per a la seva germana de classe Intrepid USS Bellerophon (NCC-74). El conjunt d'infermeria de l'USS Voyager també es va utilitzar com a infermeria de l' Enterprise-E a les pel·lícules Star Trek: First Contact i Star Trek: Insurrection. La sala preparada Voyager i el conjunt d'enginyeria també es van utilitzar com a habitacions a bord de l' Enterprise-E a Insurrection.
La producció d'episodis es va desenvolupar de juny o juliol a març o abril de cada any, i cada episodi solia trigar uns set dies a rodar-se. El rodatge començava a les 7 a.m. cada dia laborable i continuava fins que s'acabava el dia. L'episodi pilot "El Guardià" va trigar 31 dies a rodar-se i va ser un dels pilots de televisió més cars rodats fins a aquella data.

## Argument

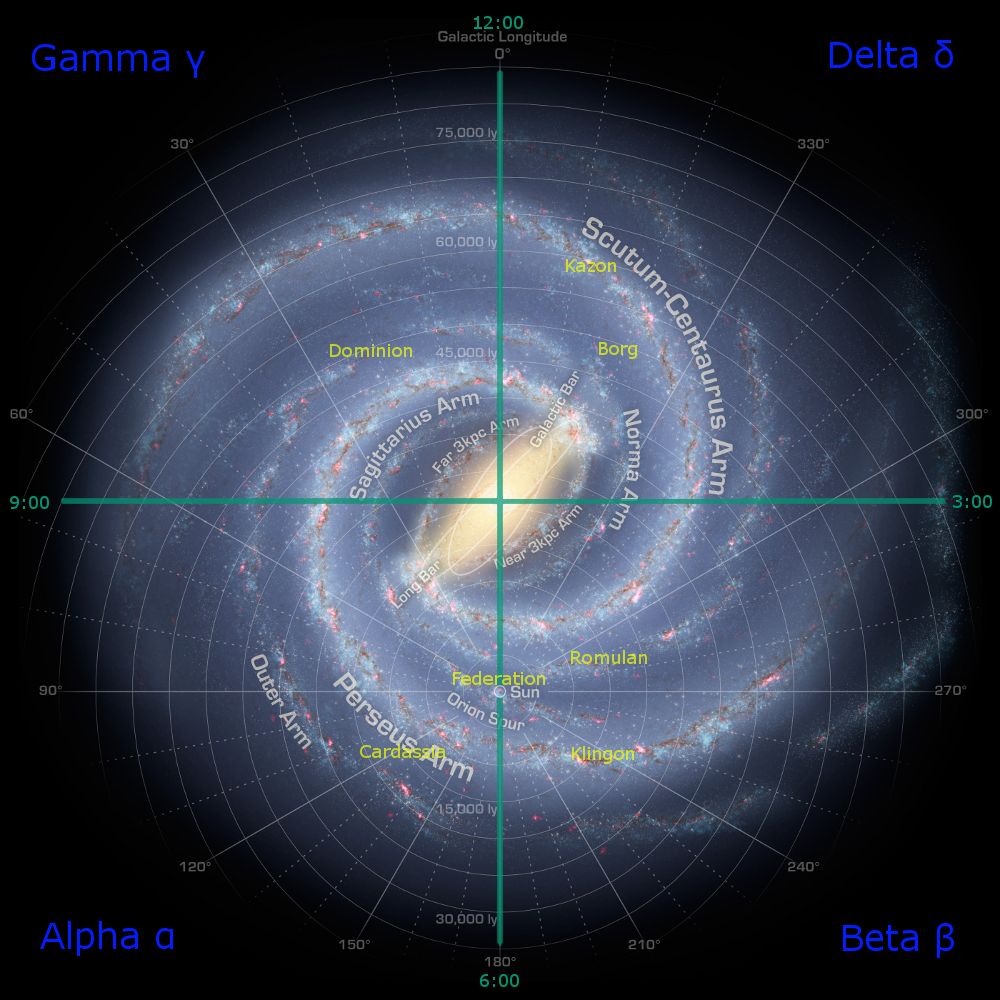
Una interpretació artística de la galàxia Via Làctia, superposada amb el sistema de quadrants ficticis de l'univers Star Trek i la ubicació de determinades espècies. Voyager va haver de fer el seu camí des de dalt on es troba l'espècie Kazon de tornada a la Terra; Aquest viatge és un element argumental important de la sèrie.

A l'episodi pilot, "El Guardià", l'USS Voyager, sota el comandament de la capitana Kathryn Janeway, surt de l'estació espacial Espai Profund 9 en una missió a les traïdores Badlands. Estan buscant una nau desapareguda pilotada per un equip de rebels naquis, en el qual l'oficial de seguretat de la Voyager, el tinent Vulcà Tuvok, s'ha infiltrat en secret. Tom Paris, un antic oficial de la Flota Estel·lar deshonrat que es va unir als maquis i posteriorment va ser arrestat, accepta ajudar a trobar la nau maquis a canvi de la seva llibertat. Mentre es troba a les Badlands, la Voyager està envoltada per una poderosa onada d'energia que mata a alguns de la seva tripulació, danya la nau i l'encalla al Quadrant Delta, a més de 70.000 anys llum de la Terra. L'ona va ser utilitzada per una entitat alienígena coneguda com el Guardià per llançar primer la nau Maquis, i després la Voyager, al Quadrant Delta. El Guardià és responsable de la cura continuada dels ocampa, una raça d'extraterrestres originària del Quadrant Delta, i ha estat segrestant altres espècies d'arreu de la galàxia en un esforç per reproduir-se i tenir un successor.
Les dues tripulacions s'uneixen per recuperar els membres de la tripulació retinguts amb aquesta finalitat i, finalment, acorden unir forces permanentment. Després de la mort del Guardià, Janeway decideix protegir els ocampa d'una eminent invasió per part d'una altra espècie alienígena local, els Kazon, destruint la matriu de transport del Guardià, també els seus mitjans per tornar a casa pel camí que van venir. Per començar el seu ara previst viatge de 75 anys a casa, Chakotay, líder del grup Maquis, es converteix en el primer oficial del Voyager. B'Elanna Torres, una mig humana/mig Klingon maquis, esdevé enginyer en cap, i Paris esdevé l'oficial de timó de Voyager. A causa de la mort de tot el personal mèdic de la nau, el Doctor, un holograma mèdic d'emergència dissenyat només per a un ús a curt termini, serà l'oficial mèdic en cap a temps complet de la nau. Els nadius del Quadrant Delta Neelix, un carronyer talaxià, i Kes, un jove ocampa, són benvinguts a bord. Neelix es converteix finalment en el xef/oficial de moral del vaixell i en Kes es converteix en l'assistent mèdic del Doctor.
A causa de la seva gran distància de l'espai de la Federació, el Quadrant Delta no és explorat per la Flota Estel·lar. Mentre continuen el seu llarg viatge cap a casa, la tripulació passa per regions pertanyents a diverses espècies: els bàrbars i bel·ligerants Kazon; els vidiians que recullen òrgans, devastats per malalties; la raça de caçadors nòmades  Hirogen; la temible espècie 8472 de l'espai fluídic; i sobretot els Borg, que controlen grans àrees d'espai per les quals "Voyager" ha de moure's en temporades posteriors. També es troben amb fenòmens naturals perillosos, una àrea nebulosa anomenada Expansió Nekrit   ("Tracte just", tercera temporada), una gran àrea d'espai buit anomenada  The Void, abocadors tòxics ("Night", cinquena temporada), forats de cuc, perilloses nebuloses i altres anomalies.
Voyager és la tercera sèrie de Star Trek en que apareix Q, un alienígena omnipotent, i la segona de manera recurrent, ja que Q només va aparèixer una vegada a Star Trek: Deep Space Nine. El comandament de la Flota Estel·lar s'assabenta de la supervivència de la Voyager quan la tripulació descobreix una antiga xarxa de comunicacions interestel·lars, reclamada pels hirogen, a la qual poden accedir. Aquesta xarxa de relés es va desactivar més tard, però a causa dels esforços del tinent Reginald Barclay, amb seu a la Terra, la Flota Estel·lar finalment va establir un contacte regular a l'episodi de la sisena temporada "Pathfinder", utilitzant una matriu de comunicacions i tecnologia de micro-forats de cuc.
En els dos primers episodis de la quarta temporada del programa, Kes abandona el vaixell arran d'una transformació extrema de les seves habilitats mentals, mentre que Set de Nou (coneguda col·loquialment com Set), un dron Borg que va ser assimilat com una nena humana de sis anys, s'allibera del col·lectiu i s'uneix a la tripulació del "Voyager". A mesura que avança la sèrie, Set  comença a recuperar la seva humanitat amb l'ajuda constant de la capità Janeway, que li demostra que les emocions, l'amistat, l'amor i la cura són més importants que la "perfecció" estèril de la parella Borg. El Doctor també esdevé més humà, en part a causa d'un holoemissor mòbil que la tripulació obté a la tercera temporada que li permet sortir dels confins de l'infermeria i fins i tot del mateix vaixell. Descobreix el seu amor per la música i l'art, que demostra a l'episodi "Virtuoso". A la sisena temporada, la tripulació descobreix un grup d'aliens adolescents assimilats pels Borg, però alliberats prematurament de les seves cambres de maduració a causa d'un mal funcionament del seu cub Borg. Com va fer amb Set de Nou, el Doctor rehumanitza els nens;  Azan, Rebi i Mezoti, tres d'ells finalment troben una nova llar adoptiva mentre que el quart, Icheb, opta per quedar-se a bord de "Voyager"
La vida de la tripulació del Voyager evoluciona durant el seu llarg viatge. Els traïdors Seska i Michael Jonas es descobreixen durant els primers mesos ("Fluctuacions", "Investigacions); els membres fidels de la tripulació es perden en el viatge; i altres oficials rebels de la Flota Estel·lar estan integrats a la tripulació. A la segona temporada, el primer fill neix a bord de la nau de l'alferes Samantha Wildman; a mesura que creix ràpidament a causa de la biologia alienígena, Naomi Wildman es fa gran amiga del seu padrí, Neelix, i desenvolupa una relació inesperada i propera amb Set de Nou. A principis de la setena temporada, Tom Paris i B'Elanna Torres es casen després d'un llarg festeig, i Torres dóna a llum el seu fill, Miral Paris, al final de la sèrie. A finals de la setena temporada, la tripulació troba una colònia de talaxians en un assentament improvisat en un camp d'asteroides, i Neelix decideix acomiadar-se del Voyager i tornar a viure entre la seva gent.
Al llarg de la sèrie, la tripulació de Voyager troba diverses maneres de reduir el seu viatge de 75 anys fins a cinc dècades (excepte altres retards que puguin trobar): dreceres, als episodis "L'any infernal", "Night" i "Q2"; millores tecnològiques a "The Voyager Conspiracy", "Dark Frontier", "Timeless" i "Esperança i por"; un passadís subespacial a "Dragon's Teeth"; una empenta impulsada per la ment d'un antic company de nau poderós a "El regal". Altres intents d'escurçar els viatges no tenen èxit, com es veu als episodis "L'ull de l'agulla", "Factor primordial", "La fi del futur", i "Inside Man". Després de viatjar durant set anys, un company de nau actual (encara que torna) ajuda a instigar una sèrie d'esforços complexos que escurcen la resta del viatge a uns minuts al final de la sèrie, "Endgame".

## Repartiment
- Kate Mulgrew com a Kathryn Janeway:
 La capità Janeway va prendre el comandament de l'USS Voyager de classe Intrepid l'any 2371. La seva primera missió és localitzar i capturar una nau maquis vist per última vegada a la zona de l'espai coneguda com les Badlands. Mentre allà, la nau Maquis i el Voyager són transportats contra la seva voluntat al Quadrant Delta, a 70.000 anys llum de distància, per una onada de desplaçament massiu. La nau Maquis és destruïda mentre lluita contra el Kazon-Ogla, i encara que el Voyager sobreviu, pateixen nombroses baixes. Per protegir una espècie intel·ligent (l'Ocampa), Janeway destrueix un dispositiu, la matriu del Guardià, que tenia el potencial de tornar la seva tripulació a l'espai de la Federació, deixant encallat la seva nau i la seva tripulació a 75 anys llum de viatge des de casa. El motiu és evitar que la matriu caigui en mans equivocades i protegir les persones a les quals cuidava el Guardià.
- Robert Beltran com a Chakotay:
 Un antic oficial de la Flota Estel·lar que es va unir als Maquis; mentre la Flota Estel·lar intenta capturar-lo a les Terres Badlands, la seva tripulació de Maquis i ell són arrossegats al Quadrant Delta per la matriu del Guardià i es veuen obligats a fusionar-se amb la tripulació del "Voyager". Abans de servir com a primer oficial del Voyager, havia renunciat a la Flota Estel·lar després d'anys de servei per unir-se als maquis per defensar la seva colònia natal contra els cardassians.
- Roxann Dawson com a B'Elanna Torres:
 Un antiga cadet de la Flota Estel·lar que es va unir als Maquis, B'Elanna Torres és l'híbrid de vegades combatiu klíngon-humà que exerceix d'enginyer en cap a la nau estel·lar de la Federació Voyager. B'Elanna és arrossegada al Quadrant Delta a la nau de Chakotay i es veu obligada a fusionar-se amb la tripulació del Voyager.
- Jennifer Lien com a Kes:
 La Kes és una dona ocampana amb poders psiònics que s'uneix a l'USS Voyager després de ser catapultada al Quadrant Delta per la matriu del Guardià. Kes és la parella de Neelix, que havia promès salvar-la dels Kazon que l'havien capturat. Kes abandona el programa a l'episodi "El regal" i torna temporalment per a l'episodi "Fury".
- Robert Duncan McNeill com a Tom Paris:
 Thomas Eugene Paris és un oficial humà de la Flota Estel·lar que serveix durant set anys com a controlador de vol de la nau estelar de la Federació "Voyager". Fill d'un destacat almirall de la Flota Estel·lar, va ser acomiadat deshonorament de la Flota i més tard es va unir als Maquis abans de ser capturat i complir pena a l'Assentament Penal de la Federació a Nova Zelanda. Després d'unir-se a Voyager per recuperar la nau Maquis de Chakotay de les Badlands, és traslladat amb la tripulació de Voyager a 70.000 anys llum a través de la galàxia, a les profunditats del Quadrant Delta.
- Ethan Phillips com a Neelix:
 Neelix és un talaxià que es converteix en comerciant, poc després que els haakonians llancen un atac al seu món natal, utilitzant una tecnologia anomenada cascada de metroons, que provoca la mort de tota la seva família. S'incorpora al Voyager, servint com a valuosa font d'informació sobre el Quadrant Delta, així com com a xef, oficial de moral, ambaixador, navegant i ocupador de moltes altres feines.
- Robert Picardo com a el Doctor:
 "El Doctor" és el programa hologràfic d'emergències mèdiques de l'USS Voyager i el cap mèdic durant el viatge de la nau. L'EMH mark 1 és un programa informàtic amb una interfície hologràfica en forma de Lewis Zimmerman, el creador del programa del Doctor. Tot i que el seu programa està dissenyat específicament per funcionar només en situacions d'emergència, la reubicació sobtada del Voyager al Quadrant Delta, que va provocar la mort de l'oficial mèdic en cap juntament amb tot el personal mèdic, va requerir que el doctor executés el seu programa a temps complet, convertint-se en el nou oficial mèdic en cap de la nau. Evoluciona amb plena consciència d'un mateix i fins i tot té aficions.
- Tim Russ com a Tuvok:
 Tuvok és un oficial de la Flota Estel·lar Vulcaniana que serveix a bord del "Voyager" mentre està encallat al Quadrant Delta. L'any 2371, Tuvok va ser assignat per infiltrar-se a l'organització maquis a bord de la nau maquis de Chakotay, i és arrossegat al Quadrant Delta. Serveix com a oficial tàctic i segon oficial a les ordres de la capità Kathryn Janeway durant el viatge de set anys del Voyager per aquesta part desconeguda de la galàxia. És l'únic membre de la tripulació Voyager ascendit al Quadrant Delta (de tinent a tinent comandant).
- Garrett Wang com a Harry Kim:
 L'alferes Harry Kim és un oficial humà de la Flota Estelar. Actua com a oficial d'operacions de l'USS Voyager. Quan el Voyager és introduït al Quadrant Delta, en Harry acaba de sortir de l'Acadèmia i està nerviós pel seu nou destí
- Jeri Ryan com a Set de Nou:
 Set de Nou (designació Borg completa: Set de Nou, Adjunt Terciari d'Unimatrix 01) és una dona humana que és un antic dron Borg. Va néixer Annika Hansen el 25479 (2350), filla dels excèntrics exobiòlegs Magnus i Erin Hansen. Va ser assimilada pels Borg el 2356 als sis anys, juntament amb els seus pares, i és alliberada per la tripulació de l'USS Voyager a l'inici de la quarta temporada.

Els protagonistes
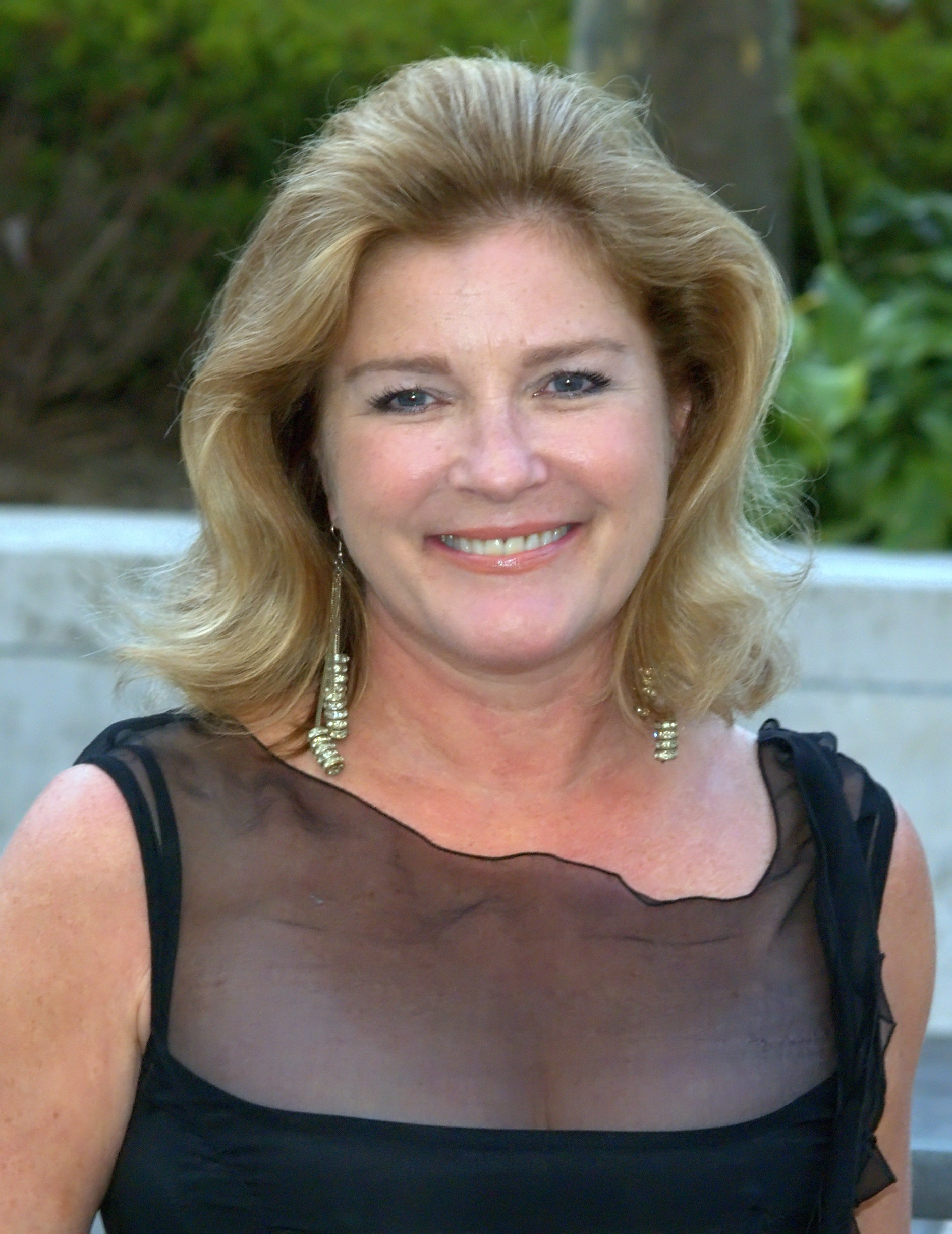
Kate Mulgrew, interpreta a Kathryn Janeway
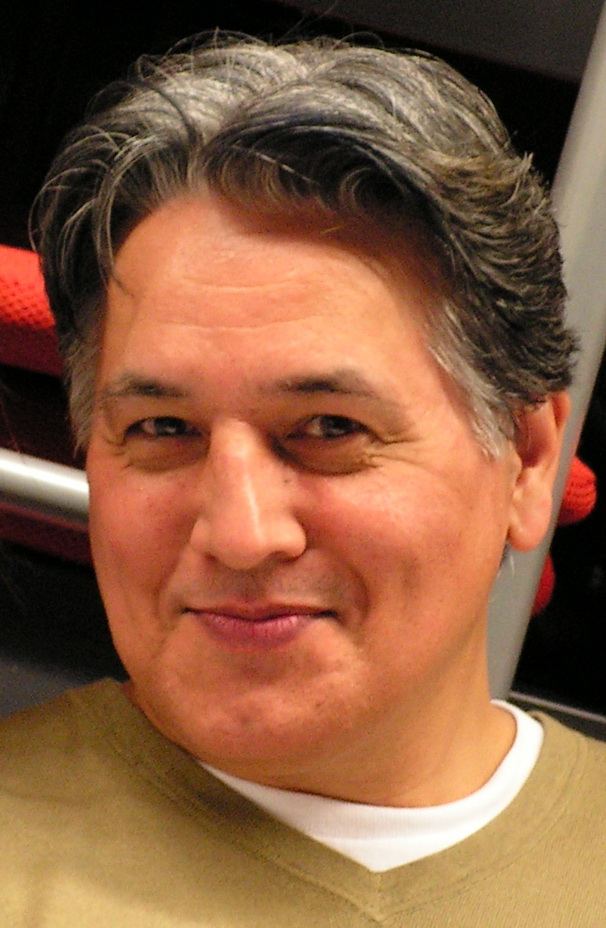
Robert Beltran, interpreta a Chakotay
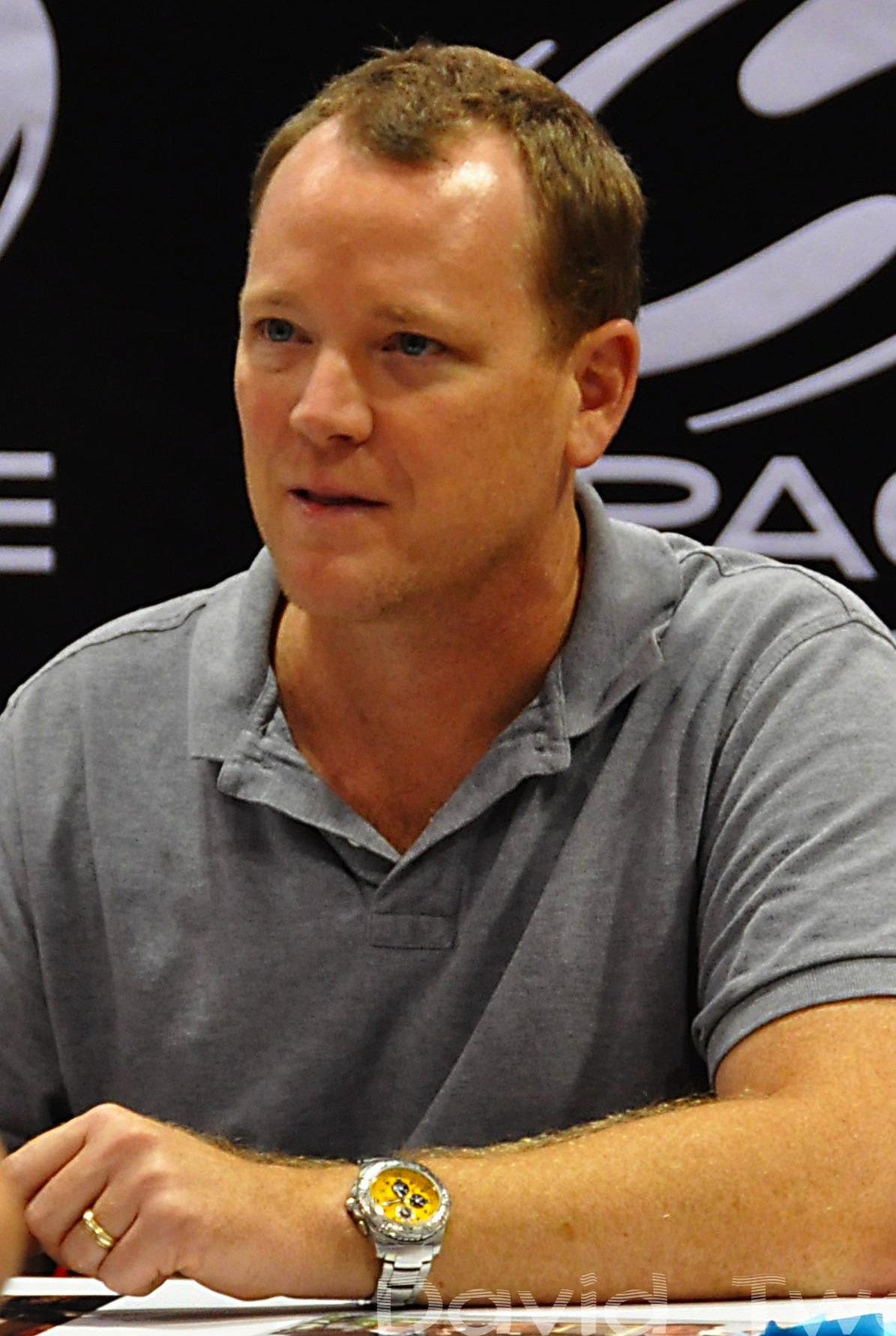
Robert Duncan McNeill, interpreta a Tom Paris
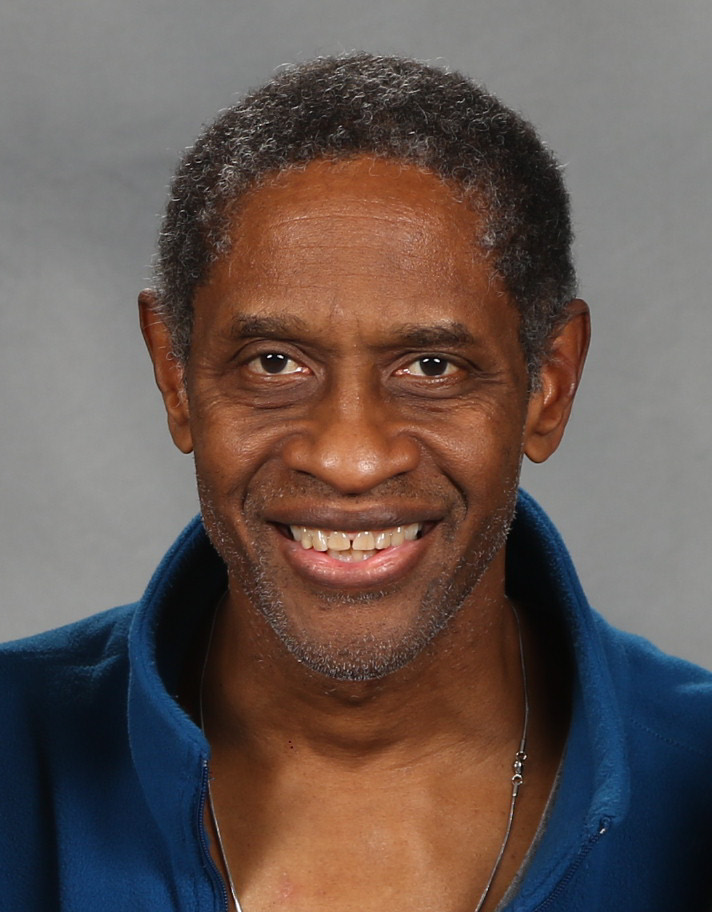
Tim Russ, interpreta a Tuvok
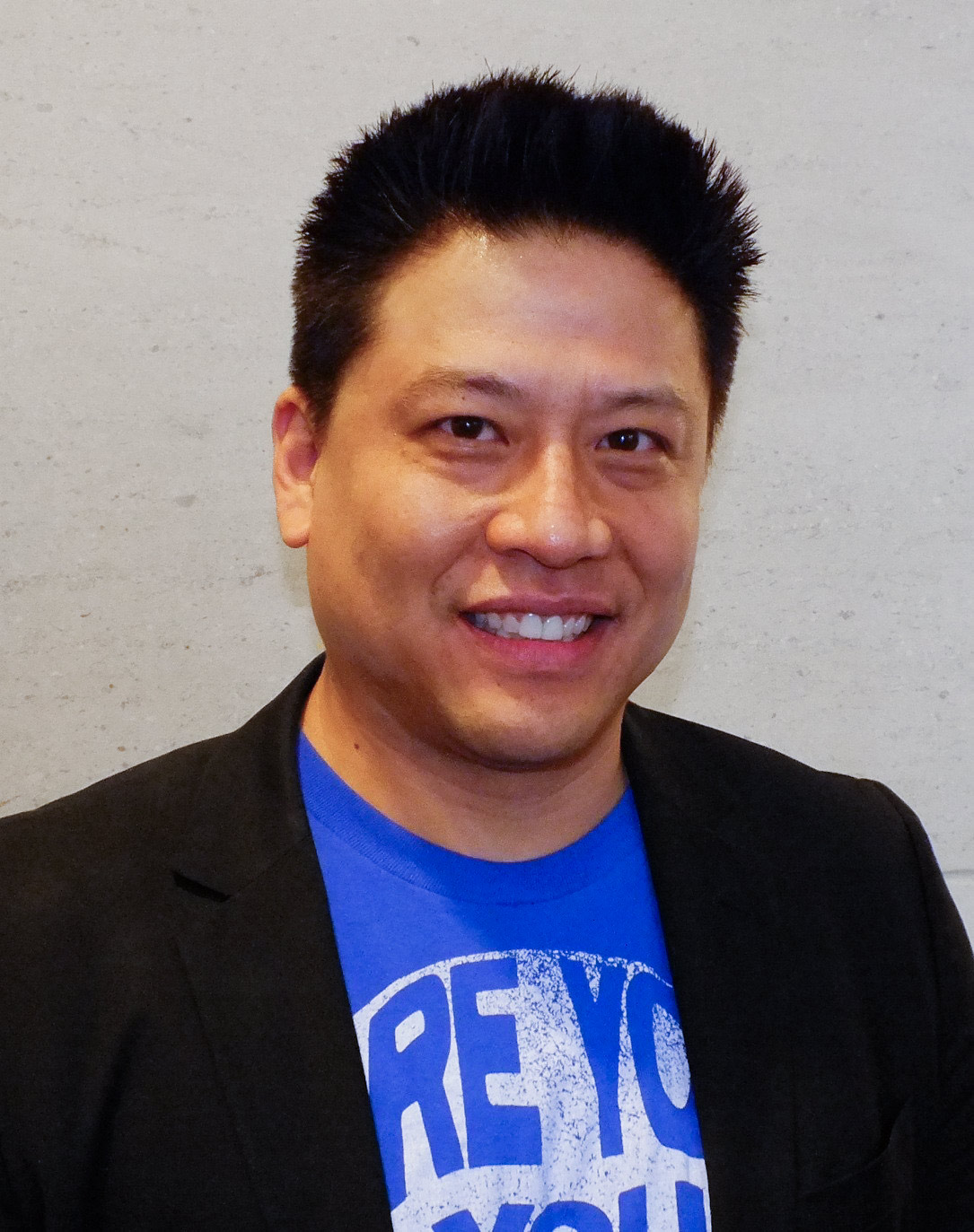
Garrett Wang, interpreta a Harry Kim
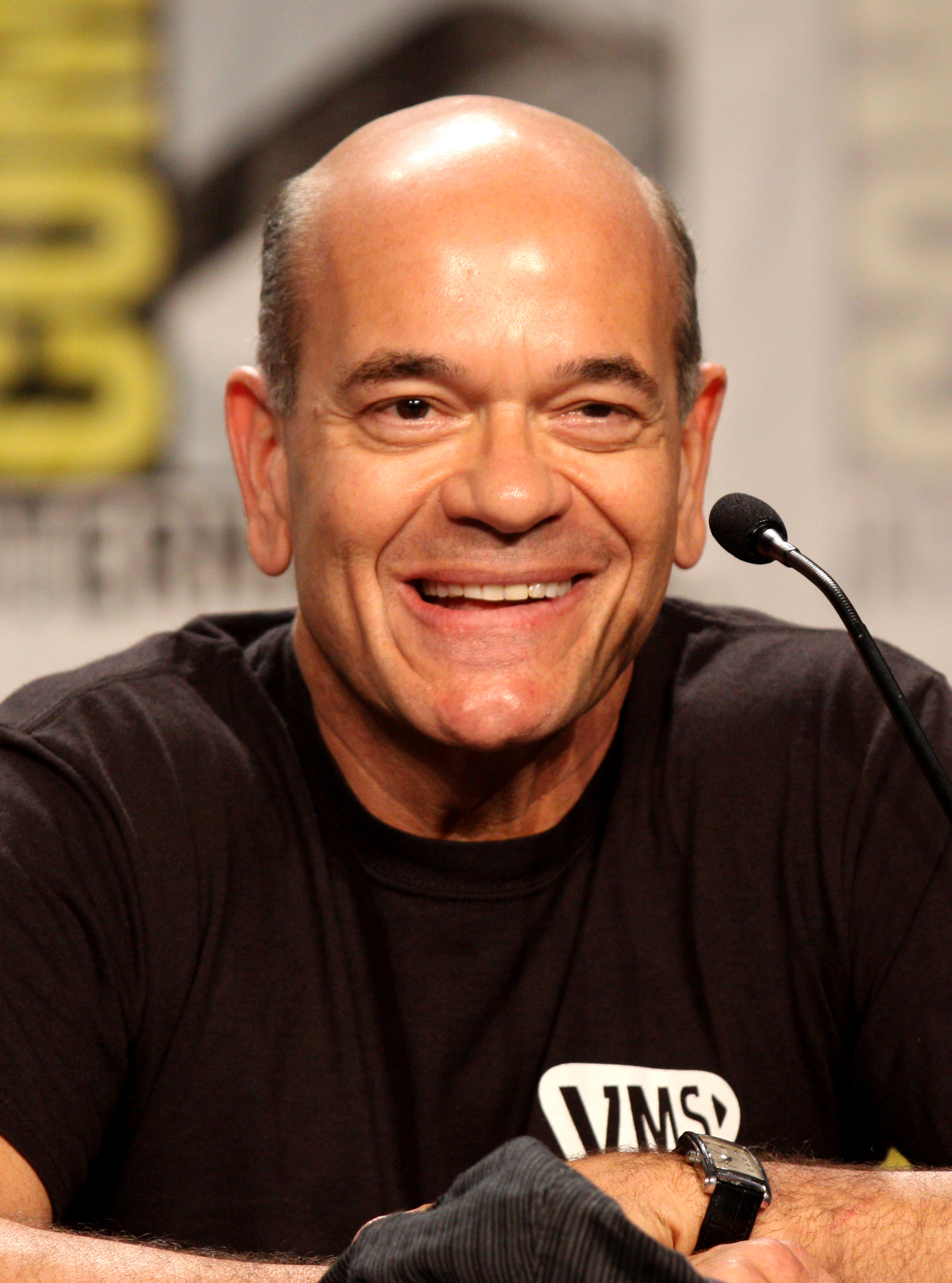
Robert Picardo, interpreta al Doctor
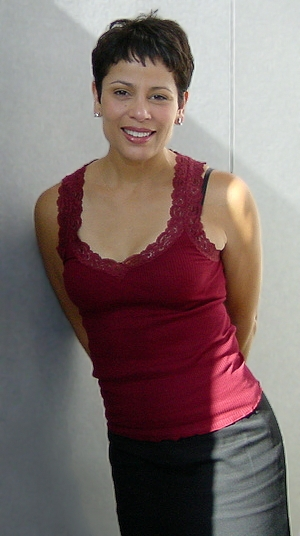
Roxann Dawson, interpreta a B’Elanna Torres
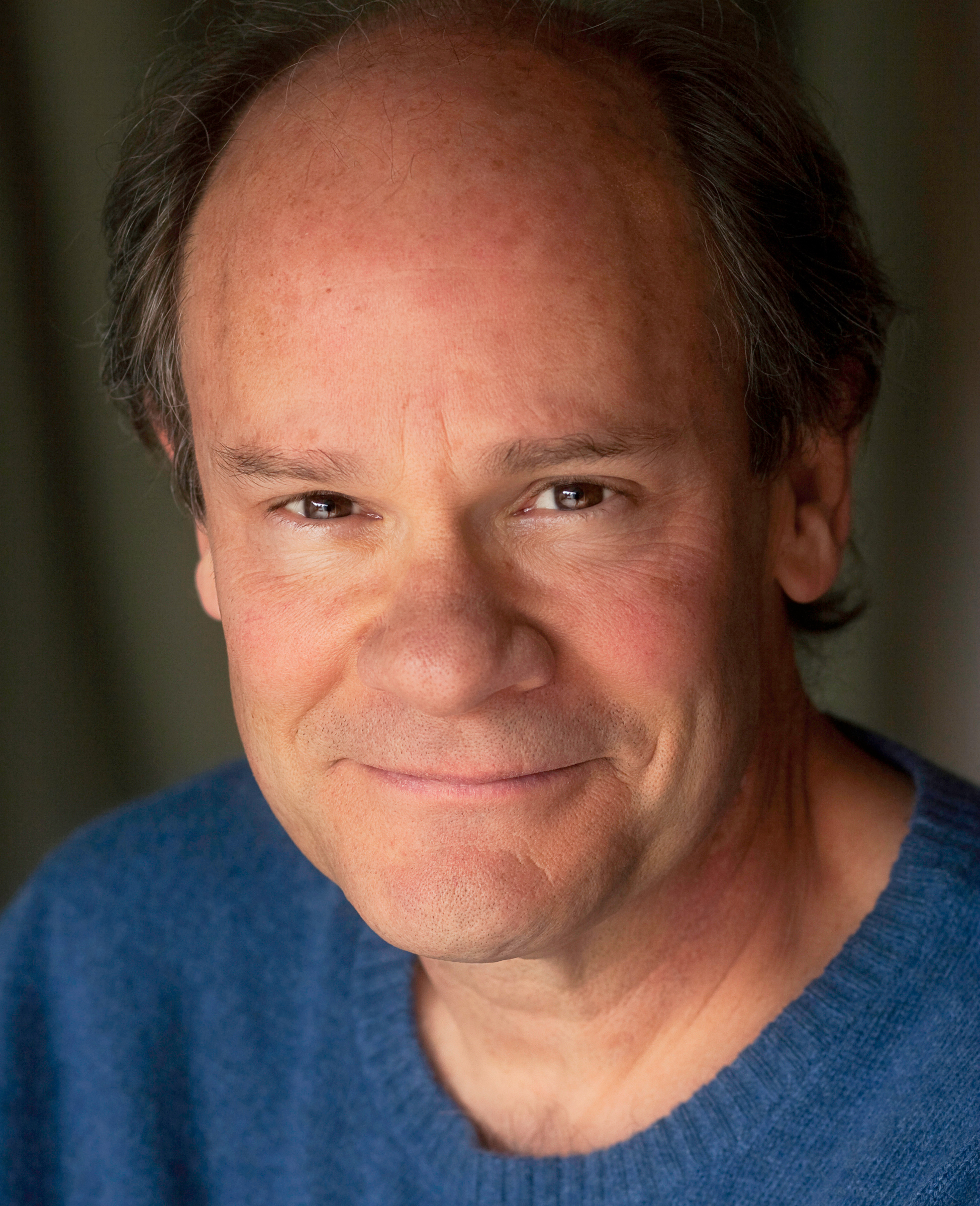
Ethan Phillips, interpreta a Neelix
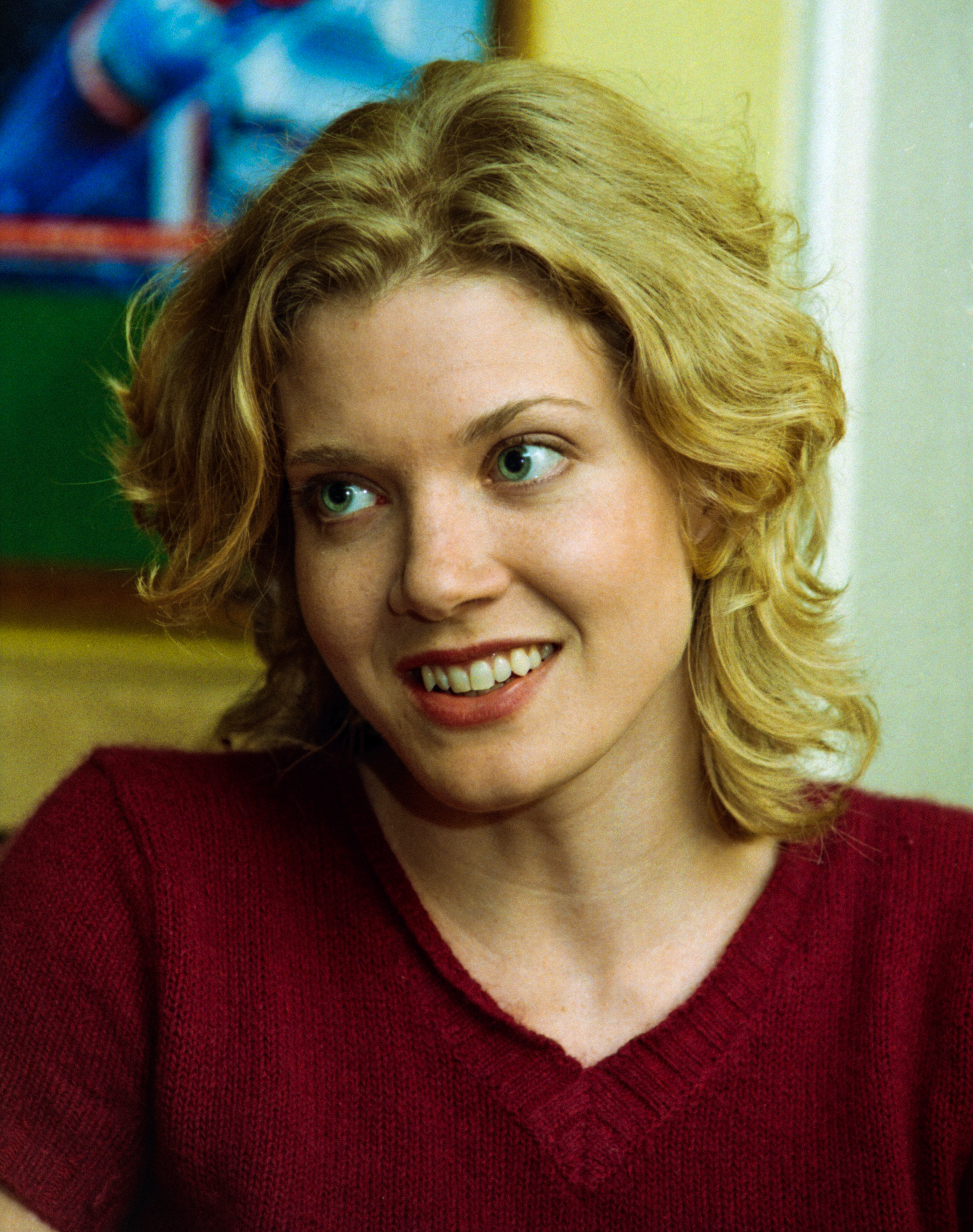
Jennifer Lien, interpreta a Kes
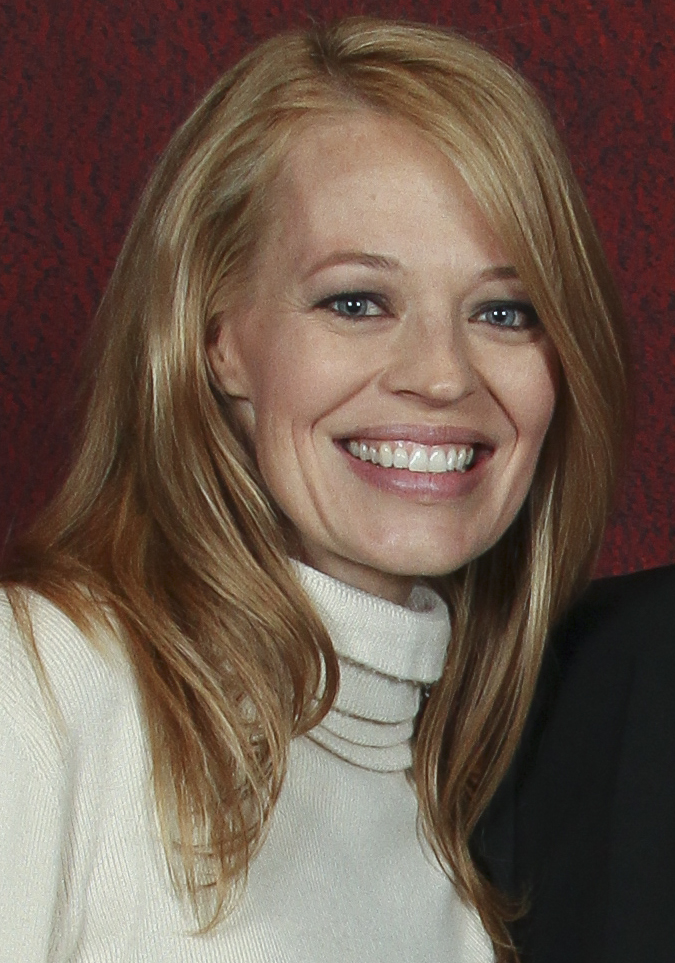
Jeri Ryan, interpreta a Set de Nou

## Repartiment i doblatge al català
Les primeres quatre temporades de la sèrie van ser doblades al català i emeses a TV3 l’any 2005. Els dobladors foren: 
| Personatge               | Actor/actriu          | Veu en català       |
| ------------------------ | --------------------- | ------------------- |
| Capitana Kathryn Janeway | Kate Mulgrew          | Montse Miralles     |
| Comandant Chakotay       | Robert Beltran        | Jaume Comas         |
| Tinent B'Elanna Torres   | Roxann Dawson         | Joël Mulachs        |
| Kes                      | Jennifer Lien         | Sílvia Lorente      |
| Tom Paris                | Robert Duncan McNeill | Albert Roig         |
| Neelix                   | Ethan Phillips        | Antoni Forteza      |
| Doctor                   | Robert Picardo        | Domènec Farell      |
| Tuvok                    | Tim Russ              | Eduard Doncos       |
| Harry Kim                | Garrett Wang          | Xavier Casan        |
| Set de Nou               | Jeri Ryan             | Gemma Ibáñez        |
| Vorik                    | Alexander Enberg      | José Javier Serrano |
| Q                        | John de Lancie        | Alfonso Vallés      |
| Rinna                    | Kelly Kirkland        | Yolanda López       |

## Temporades
| Temporada | Temporada | Episodis | Episodis | Dates d’emissió        | Dates d’emissió    |
| Temporada | Temporada | Episodis | Episodis | Primera emissió        | Última emissió     |
| --------- | --------- | -------- | -------- | ---------------------- | ------------------ |
|           | 1         | 16       | 16       | 16 de gener de 1995    | 22 de maig de 1995 |
|           | 2         | 26       | 26       | 28 d'agost de 1995     | 20 de maig de 1996 |
|           | 3         | 26       | 26       | 4 de setembre de 1996  | 21 de maig de 1997 |
|           | 4         | 26       | 26       | 3 de setembre de 1997  | 20 de maig de 1998 |
|           | 5         | 26       | 26       | 14 d'octubre de 1998   | 26 de maig de 1999 |
|           | 6         | 26       | 26       | 22 de setembre de 1999 | 24 de maig de 2000 |
|           | 7         | 26       | 26       | 4 d'octubre de 2000    | 23 de maig de 2001 |

## Mitjans vinculats

### Novel·les
Es van publicar un total de 26 llibres numerats durant l'emissió original de la sèrie entre 1995 i 2001. Inclouen novel·lacions del primer episodi, "El Guardià", "The Escape", "Violations", "Ragnarok", i novel·lizacions des episodis "Salt enrere", "El dia de l'honor", "Equinox" i "Endgame". A més, es van publicar "llibres sense numerar", que formen part de la sèrie, encara que no formen part del llançament oficial. Aquestes novel·les consisteixen en novel·lacions d'episodis, excepte El Guardià, Mosaic (una biografia de Kathryn Janeway), Pathways (una novel·la en la qual es dóna la biografia de diversos membres de la tripulació, inclòs tot el personal superior); i The Nanotech War, una novel·la estrenada el 2002, un any després del final de la sèrie.

#### Relançament del llibre
Una sèrie de novel·les centrades en les aventures contínues de Voyager després del final de la sèrie de televisió es va implementar el 2003, tal com ho va fer Pocket Books amb la sèrie de novel·les Deep Space Nine, que inclou històries situades després del final d'aquell programa. En el rellançament, es reassignen diversos personatges, mentre que d'altres ascensen, però es mantenen a bord del Voyager. Aquests canvis inclouen l'ascens de Janeway a almirall, Chakotay es convereix en capità del "Voyager" i trenca amb Set de Nou, Tuvok abandonar la nau per servir com a oficial tàctic sota William Riker i la promoció de Tom Paris a primer oficial del "Voyager". La sèrie també presenta diversos personatges nous.
La sèrie va començar amb Homecoming i The Farther Shore el 2003, una seqüela directa del final de la sèrie, "Endgame". Aquests van ser seguits el 2004 per Spirit Walk: Old Wounds i Spirit Walk: Enemy of My Enemy. Sota la direcció d'un nou autor, el 2009 va aportar dues incorporacions més a la sèrie: Full Circle i Unworthy. L'any 2011 es va estrenar un altre llibre del mateix autor anomenat Children of the Storm. S'han publicat altres novel·les, algunes ambientades durant el període de rellançament, d'altres durant l'emissió del programa.

### Videojocs
Es van llançar tres videojocs basats específicament en Voyager: Star Trek: Voyager – Elite Force per a PC (2000) i PS2 (2001), el joc d'arcade Star Trek: Voyager – The Arcade Game (2002) i Star Trek: Elite Force II (2003), una seqüela d' Elite Force. El joc de PS2 Star Trek: Encounters (2006) també inclou la nau i els personatges del programa. Voyager va ser un videojoc d'aventura gràfica desenvolupat per Looking Glass Technologies però es va cancel·lar el 1997.
Star Trek: Voyager – Elite Force va obtenir ingressos de 15 milions de dòlars i va vendre aproximadament 300.000 unitats arreu del món l'any 2003.

## Recepció

### Historial d'emissions
Star Trek: Voyager es va llançar a UPN amb repeticions entrant a la redifusió. L'episodi de debut de dues hores de durada "El Guardià" va ser vist per 21,3 milions de persones el gener de 1995.
| Temporada de TV | Temporada   | Núm. d'episodis | Franja horària, ET                                                                                                   |
| --------------- | ----------- | --------------- | --- |
| 1994–95         | Temporada 1 | 16              | Dilluns a les 20:00 (Episodis 1, 3-16) Dilluns a les 21:00 (Episodi 2)                                               |
| 1995–96         | Temporada 2 | 26              | Dilluns a les 20:00 (Episodis 1–19, 21–26) Dimecres a les 20:00 (Episodi 20)                                         |
| 1996–97         | Temporada 3 | 26              | Dimecres a les 21:00 h                                                                                               |
| 1997–98         | Temporada 4 | 26              | Dimecres a les 21:00 (Episodis 1–7, 19–26) Dimecres a les 20:00 (Episodis 8–18)                                      |
| 1998–99         | Temporada 5 | 26              | Dimecres a les 21:00 (Episodis 1–14, 16–20, 22–26) Dimecres a les 20:00 (Episodi 15) Dilluns a les 21:00 2(E)mall>11 |
| 1999–2000       | Temporada 6 | 26              | Dimecres a les 21:00 h                                                                                               |
| [2000–01        | Temporada 7 | 26              | Dimecres a les 21:00 (Episodis 1–8, 10–24, 26) Dimecres a les 20:00 (Episodis 9, 25)                                 |

Pluto TV també té tres canals de Star Trek que emeten les diferents sèries. El canal 'Star Trek' emet La sèrie original  i La nova generació i també ha emès Lower Decks, Picard i diversos especials i documental.El canal "Star Trek: Voyager" emet Voyager. El canal "Star Trek: Deep Space Nine" s'emet a Deep Space Nine. La majoria de les vegades, la temporada que s'emet actualment es reprodueix en ordre, de principi a fi.

### Resposta crítica
El 2016, en una llista que incloïa cadascuna de les pel·lícules i sèries de televisió de Star Trek per separat, Voyager va ocupar el sisè lloc pel L.A. Times. El 2017, Vulture va classificar Star Trek: Voyager com el quart millor programa de televisió d'Star Trek d'imatge real, abans de Star Trek: Discovery. El 2019, Nerdist va classificar aquest programa com la cinquena millor sèrie de Star Trek, entre Enterprise i Star Trek: Discovery. També el 2019, MovieFone la va classificar com la cinquena millor sèrie d'imatge real de Star Trek.
El 2019, CBR va classificar la temporada 5 com la quarta millor temporada d'un programa Star Trek i la temporada 4, la vuitena millor. El 2019, Popular Mechanics va classificar Star Trek: Voyager com el 36è millor programa de televisió de ciència-ficció de tots els temps. L'agregador de ressenyes Rotten Tomatoes dóna al programa una valoració del 76% en general de les set temporades basant-se en 56 ressenyes. Metacritic atorga a Star Trek: Voyager una puntuació de 66 sobre 100, basat en 10 ressenyes, que indica "crítiques generalment favorables". El 2021, Variety la va classificar com la quarta millor entrega de Star Trek, comptant sèries i pel·lícules juntes, situant-la per davant de totes les sèries de televisió fins ara, excepte l'original.

### Influència cultural

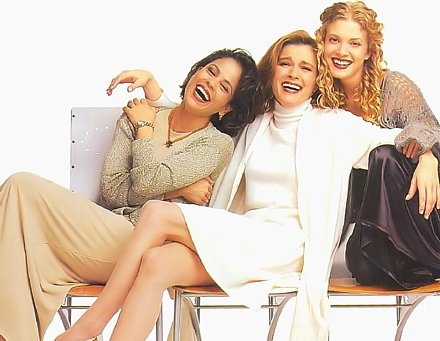
Roxann Dawson, Kate Mulgrew i Jennifer Lien (1995).

Voyager va destacar per ser la sèrie Star Trek amb més equilibri de gènere amb el primer personatge principal femení i personatges secundaris femenins forts, amb una revisió de les diferents sèries que va donar a Voyager la puntuació del test de Bechdel més alta. Els relats crítics i acadèmics van assenyalar la prevalença de dones en rols de lideratge i amb experiència científica, però també l'adhesió de la sèrie a les normes binarisme de gènere i heterosexualitat.
En un article sobre Voyager, Ian Gray va escriure: "Era una rara fantasia de ciència-ficció de maquinari pesat que no estava construïda al voltant d'un home fort, i més audaç, no semblava preocupar-se de com ho rebrien els fans. A Voyager, l'autoritat femenina era assumida i inqüestionada; les dones transmetien poder sexual sense vergonya i ira sense culpa. Encara més que Buffy, que va debutar dos anys més tard, va ser el programa més feminista de la història de la televisió estatunidenca."
Sobre els seus anys a Voyager, Kate Mulgrew va dir: "El millor va ser simplement el privilegi i el repte de poder interpretar a la primera capità femenina, transcendint els estereotips amb els quals estava molt familiaritzada. Vaig poder fer-ho davant de milions d'espectadors. Va ser una experiència notable, i segueix ressonant".
El 2015, l'astronauta Samantha Cristoforetti va tuitejar una cita de Janeway de l'episodi "La nebulosa", "Hi ha cafè a aquesta nebulosa", des de l'Estació Espacial Internacional. L'estació estava rebent un enviament de subministraments que va provocar l'oportunitat de dir com era realment el cafè a la nau espacial entrant  (una SpaceX Dragon 1). La nau espacial portava la màquina ISSpresso que permetria preparar begudes de cafè a bord de l'actual estació espacial. El popular tuit anava acompanyat per ella portant també un uniforme de Star Trek.

### Mitjans domèstics
La sèrie es va llançar en DVD el 2004 i de nou el 2017. A més dels episodis, els DVD també inclouen alguns vídeos addicionals relacionats amb el programa. Hi havia un vídeo addicional amb el conjunt de DVD de la botiga Best Buy el 2004. Voyager va tenir llançaments d'episodis en format VHS, com ara un conjunt per col·leccionistes amb una caixa de visualització especial per a les cintes.
A la dècada de 2010, els episodis estaven disponibles a diversos serveis de streaming, inclosos els propietaris CBS All Access. El 2016 Netflix va signar un acord amb CBS per a la distribució mundial de tots els 727 episodis de Star Trek existents en aquell moment (incloent-hi Voyager). Voyager té 172 capítols i s'ha revisat en un marató de sèries, amb tota la sèrie que triga uns tres mesos, dos episodis al dia entre setmana i tres episodis al dia els caps de setmana. Pel 2015, els serveis coneguts per portar la sèrie eren Netflix, Amazon Prime, Google Play, iTunes, i CBS.com.
Star Trek: Voyager no s'ha remasteritzat en alta definició i no hi ha plans per fer-ho, a causa dels costos de tornar a muntar rels negatius de cada episodi de la pel·lícula i recrear els efectes visuals.

### Premis i nominacions
Voyager va guanyar 20 premis diferents i va ser nominat a 70.
L'any 1995, per exemple, Jerry Goldsmith va guanyar un premi Emmy per Assoliment individual destacat en la música del tema del títol principal i la sèrie també va guanyar un Emmy per Assoliment individual destacat en efectes visuals especials.
Els següents episodis van guanyar premis Emmy, "El Guardià", "Llindar", "Tracte just", "Dark Frontier", i "Endgame".

## Reunió del repartiment
Enmig de la pandèmia de COVID-19 el maig de 2020, el repartiment de Voyager es va reunir per a un esdeveniment virtual en directe. La reunió va batre el rècord de recaptació d'un episodi de Stars in the House, obtenint donacions per un total de 19.225 dòlars per als esforços de The Actors Fund per ajudar els professionals de l'entreteniment que ho necessiten durant la pandèmia del COVID-19. L'anterior rècord de Stars in the House va ser establert per un episodi de reunió de Glee que va recaptar 13.910 $.

## Documental
El 2021, els plans per a un documental Star Trek: Voyager van ser notícia quan va recaptar més de 638.000 dòlars durant les dues primeres setmanes de la seva campanya de crowdfunding Indiegogo. La pel·lícula va ser produïda per 455 Films, que també va produir el documental de reunió del 2018 What We Left Behind sobre Star Trek: Deep Space Nine, així com altres documentals. La producció de la pel·lícula va començar el 2020 i va incloure entrevistes als membres del repartiment abans d'iniciar el micromecenatge per a finançar lla producció. A final de març de 2021, havien recaptat més d'1,2 milions de dòlars de més d'11 mil donants i així va ser el documental de finançament col·lectiu més alt que mai. Es va publicar el nom pel documental, To The Journey: Looking Back At Star Trek: Voyager, que inclourà imatges remasteritzades en HD (pendent de l'aprovació de ViacomCBS). La campanya de recaptació de fons es va destacar per haver obtingut el suport de Nana Visitor, Kate Mulgrew, William Shatner, Jonathan Frakes, i altres.

### Citacions
1. ↑  Televisió de Catalunya avança cap a la televisió digital amb Canal 300 i els serveis de TV3i, 3cat.cat, 27 de novembre de 2005
2. ↑  Nguyen, Will (2 May 2015). "Twenty Years Later...Voyager's First Season" Arxivat September 29, 2016, a Wayback Machine.. Trek News.
3. ↑  Pascale, Anthony. «Rick Berman Talks 18 Years of Trek In Extensive Oral History».   TrekMovie.com. Arxivat de l'original el March 30, 2014. [Consulta: 6 abril 2014].
4. ↑  Staff, TrekCore. «Voyager's Visual Effects: Creating the CG Voyager with Rob Bonchune | TrekCore Blog». trekcore.com, 19-07-2013. [Consulta: 1r gener 2017].
5. ↑  «DVD Reviews – Star Trek Voyager Season 3».   Thelogbook.com, 10-06-2009. Arxivat de l'original el August 22, 2009. [Consulta: 19 desembre 2009].
6. ↑  Whitbrook, James. «The Detailed, Depressing Reason Deep Space Nine and Voyager May Never Get Full HD Versions». io9, 03-02-2017. Arxivat de l'original el February 3, 2017. [Consulta: 3 febrer 2017].
7. ↑  Walker, Adam. «Review: Star Trek: Enterprise Season 1 Blu-Ray – TrekCore Blog». trekcore.com, 16-03-2013.
8. ↑  Meisler, Andy «Real 'Star Trek' Drama: Enlisting New Skipper». The New York Times, 15-09-1994.
9. ↑  Sean Ellard. «Star Trek: Why Voyager's Original Captain Janeway Quit».   CBR, 23-06-2021. [Consulta: 15 abril 2024].
10. ↑  «Robert Beltran Talks Voyager: "If People Can't Take The Truth, That's Fine With Me"».   Trek News, 21-07-2012. [Consulta: 17 abril 2024].
11. ↑  John orquiola. «Star Trek's Robert Duncan McNeill Hilariously Explains Getting Cast As Voyager's Tom Paris».   Screen Rant, 26-11-2023. [Consulta: 20 abril 2024].
12. ↑  John Orquiola. «Star Trek: All 4 Characters Played By Ethan Phillips».   Screen rant, 26-08-2020. [Consulta: 20 abril 2024].
13. 1 2 3 4 5  Adam Pockross. «ROBERT PICARDO ON THAT BIG STAR TREK: VOYAGER REUNION AND 25 YEARS OF BEING CONFUSED FOR A DOCTOR».   Syfy, 26-05-2020. [Consulta: 20 abril 2024].
14. 1 2  Joe Bergren. «Jeri Ryan's 25-Year 'Star Trek' Legacy: Seven of Nine's Best Moments on 'Voyager' & 'Picard' (Flashback)».   ET, 03-09-2022. [Consulta: 21 abril 2024].
15. ↑  «Jay Chattaway & Jerry Goldsmith – Star Trek: Voyager (Music From The Original Television Soundtrack)».  Discogs, 28-03-1995. [Consulta: 31 maig 2013].
16. ↑  «Jerry Goldsmith – Star Trek Voyager Main Title».  Discogs, 1995. [Consulta: 31 maig 2013].
17. ↑  Corporation, Hal Leonard Publishing. Complete Star Trek Theme Music: Themes from All TV Shows & Movies : Piano Solo (en anglès).  Hal Leonard Corporation, 1996. ISBN 978-0-7935-5246-7.
18. ↑  «Star Trek: Voyager Collection, Volume 1». Arxivat de l'original el November 18, 2020. [Consulta: 20 agost 2017].
19. 1 2  «Every "Star Trek" theme song ranked» (en anglès). Newsweek, 26-05-2020. [Consulta: 19 abril 2021].
20. ↑  The Official Star Trek Convention Vegas 2015. Creation Entertainment. August 2015. Arxivat de l'original el 2021-12-11.
21. 1 2  «Star Trek: Every Actor Who Also Directed Episodes Or Movies» (en anglès americà). ScreenRant, 09-04-2021. [Consulta: 11 maig 2021].
22. 1 2  Vergano, Dan «YOU SAY 'STAR TREK' NEEDS A SCIENCE ADVISER? PSST! IT HAS ONE» (en anglès). , 13-08-1997.
23. ↑  Couch, Aaron; McMillan, Graeme. «'Star Trek': 100 Greatest Episodes». The Hollywood Reporter, 08-09-2016.
24. ↑  Fitxa de doblatge de Star Trek: Voyager a eldoblatge.com
25. ↑  «Star Trek: Voyager books from Simon & Schuster».  Simon & Schuster. Arxivat de l'original el April 15, 2023. [Consulta: 20 desembre 2023].
26. ↑  Bethke, Erik. Game Development and Production.  Wordware Publishing, January 25, 2003, p. 97. ISBN 1556229518.
27. 1 2 3 4  «REVIEW: "Star Trek: Voyager" – The Complete Series on DVD». trekmovie.com. Arxivat de l'original el November 18, 2020. [Consulta: 27 març 2017].
28. ↑  «Star Trek: Voyager accidentally presided over the franchise's decline». The A.V. Club, 28-05-2013. Arxivat de l'original el November 18, 2020. [Consulta: 7 juny 2018].
29. ↑  Star Trek on Pluto TVen  – via pluto.tv.
30. ↑  Star Trek Voyager on Pluto TVen  – via pluto.tv.
31. ↑  Star Trek Deep Space Nine on Pluto TVen  – via pluto.tv.
32. ↑  Bernardin, Marc. «Ranking every 'Star Trek' movie and TV series from first to worst». Los Angeles Times, 08-09-2016. Arxivat de l'original el July 12, 2019. [Consulta: 12 juliol 2019].
33. ↑  «Every Star Trek TV Show, Ranked». vulture.com, 22-09-2017. Arxivat de l'original el July 12, 2019. [Consulta: 12 juliol 2019].
34. ↑  «All 7 STAR TREK Series, Ranked». Nerdist. Arxivat de l'original el July 9, 2019. [Consulta: 12 juliol 2019].
35. ↑  Pirrello, Phil. «Every Star Trek Series, Ranked From Kirk to Picard» (en anglès). moviefone.com. Arxivat de l'original el July 12, 2019. [Consulta: 12 juliol 2019].
36. ↑  «Every Star Trek Season of TV Ever, Ranked from Worst to Best» (en anglès americà). CBR, 04-01-2019. Arxivat de l'original el February 3, 2019. [Consulta: 12 juliol 2019].
37. ↑  Hoffman, Jordan; Wakeman, Gregory. «The 50 Best Sci-Fi TV Shows Ever» (en anglès americà). Popular Mechanics, 12-07-2019. Arxivat de l'original el January 29, 2015. [Consulta: 20 juliol 2019].
38. ↑  «Star Trek: Voyager». Rotten Tomatoes.  United States:  Fandango. Arxivat de l'original el 2023-09-12. [Consulta: 3 agost 2020].
39. ↑  «Star Trek: Voyager». Metacritic.  United States:  CBS Interactive. Arxivat de l'original el 2023-02-04. [Consulta: 3 agost 2020].
40. ↑  Davis, Clayton. «Celebrating William Shatner: Top 10 'Star Trek' Movies and TV Shows of the Franchise» (en anglès americà). Variety, 22-03-2021. [Consulta: 25 març 2021].
41. 1 2  Hodge, Jarrah. «How Does Your Favorite Star Trek Series Fare on the Bechdel Test?».   TheMarySue.com, 01-09-2014. Arxivat de l'original el November 18, 2020. [Consulta: 23 setembre 2016].
42. ↑  Roberts, Robin A. «Science, Race, and Gender in Star Trek: Voyager». A: Fantasy Girls: Gender in the New Universe of Science Fiction and Fantasy Television (en anglès).  Rowman & Littlefield Publishers, 2000-05-30. ISBN 978-0-7425-7969-9.
43. ↑  Shaw, Debra Bonita «Sex and the Single Starship Captain: Compulsory Heterosexuality and Star Trek: Voyager». Femspec, vol. 7, 1, 2006, pàg. 66–85.
44. ↑  DOVE-VIEBAHN, AVIVA «Embodying Hybridity, (En)gendering Community: Captain Janeway and the Enactment of a Feminist Heterotopia on Star Trek: Voyager». Women's Studies, vol. 36, 8, 19-11-2007, pàg. 597–618. DOI: 10.1080/00497870701683894. ISSN: 0049-7878.
45. ↑  Greven, David. Gender and Sexuality in Star Trek: Allegories of Desire in the Television Series and Films (en anglès).  McFarland, 2014-01-10. ISBN 978-0-7864-5458-7.
46. ↑  Grey, Ian. «Now, "Voyager": in praise of the Trekkiest "Trek" of all».   RogerEbert.com, 11-06-2013. Arxivat de l'original el November 18, 2020. [Consulta: 23 setembre 2016].
47. ↑  Spelling, Ian «Deep Space Five!». Star Trek Magazine, 1, 9-2006, pàg. 27.
48. 1 2  Blauvelt, Christian. «Janeway Returns! 'Star Trek: Prodigy' to Feature Kate Mulgrew's Voice Talents as 'Voyager' Captain» (en anglès). IndieWire, 08-10-2020. [Consulta: 16 febrer 2021].
49. 1 2  «This Astronaut Brought a 'Star Trek' Uniform to the Final Frontier». Time.
50. ↑  «Set Of Star Trek Voyager Collector's VHS Display Box only».   Oxfam. Arxivat de l'original el November 18, 2020. [Consulta: 7 juny 2018].
51. ↑  «Why Star Trek Voyager And Deep Space Nine May Never Be On Blu-ray».   CinemaBlend, 03-02-2017. Arxivat de l'original el November 18, 2020. [Consulta: 7 juny 2018].
52. 1 2  «Netflix Scores Exclusive International Rights to CBS All Access 'Star Trek' Series». The Hollywood Reporter, 18-07-2016. Arxivat de l'original el November 18, 2020. [Consulta: 7 juny 2018].
53. 1 2  «WIRED Binge-Watching Guide: Star Trek: Voyager». Wired. May 27, 2015. Arxivat de l'original el November 18, 2020.
54. ↑  «Why Deep Space Nine and Voyager May Never Get the HD Remaster They Deserve».   treknews.net, 02-02-2017. Arxivat de l'original el November 18, 2020. [Consulta: 7 juny 2018]. «A complicated question with a simple answer; It takes way too much time and money to remaster DS9 and Voyager into HD»
55. 1 2  «Primetime Emmy Award Database».   Emmys.com. Arxivat de l'original el de setembre 4, 2013. [Consulta: 9 febrer 2013].
56. ↑  Ruiz, Tony; Montgomery, Daniel. «All 28 classic 'Star Trek' episodes that won Emmys: From 'The Next Generation' to 'Discovery'» (en anglès americà). GoldDerby, 04-05-2020. [Consulta: 21 abril 2021].
57. ↑  TrekMovie.com Staff. «'Star Trek: Voyager' Cast Reuniting For Live Virtual Event Next Week». TrekMovie.com.  Los Angeles:  SciFanatic Network, 19-05-2020. Arxivat de l'original el November 18, 2020. [Consulta: 3 agost 2020].
58. ↑  Evans, Gregg «'Star Trek: Voyager' Reunion Sets 'Stars In The House' Actors Fund Donation Record». Deadline Hollywood. Penske Media Corporation [United States], 28-05-2020.
59. 1 2  «Star Trek: Voyager Documentary Breaks Record, Expands Crowdfunding Campaign» (en anglès). Star Trek. [Consulta: 11 març 2021].
60. ↑  Zabiegalski, Robin. «Everything You Need to Know About the Upcoming 'Voyager' Documentary» (en anglès americà). Heavy.com, 02-03-2021. [Consulta: 11 març 2021].
61. 1 2 3  Hadyniak, Kyle. «Star Trek: Voyager Documentary Surpasses $1.2M with Record-Breaking Crowdfunding Campaign» (en anglès americà). TREKNEWS.NET | Your daily dose of Star Trek news and opinion, 31-03-2021. [Consulta: 7 abril 2021].
62. ↑  «Voyager Documentary Now Has An Official Name – TrekToday» (en anglès americà), 23-03-2021. [Consulta: 26 març 2021].
63. ↑  «Star Trek: Voyager Documentary Reaches $1 Million In Crowdfunding» (en anglès). Star Trek. [Consulta: 31 març 2021].
64. ↑  «Star Trek: Voyager Documentary Intends to Remaster Series Footage In HD» (en anglès). Star Trek. [Consulta: 21 març 2021].
65. ↑  «How Jonathan Frakes Helped Kickstart The 'Star Trek: Voyager' Documentary» (en anglès americà). That Hashtag Show, 27-03-2021. [Consulta: 7 abril 2021].